# Sphecomyrminae
Sphecomyrminae zijn een uitgestorven onderfamilie uit de familie van de mieren.

## Taxonomie
De volgende taxa zijn bij de onderfamilie ingedeeld:
- Tribus Sphecomyrmini Wilson, Carpenter & Brown, 1967
  - Geslacht Armania Dlussky, 1983
  - Geslacht Cretomyrma Dlussky, 1975
  - Geslacht Gerontoformica Nel & Perrault, 2004
  - Geslacht Orapia Dlussky, Brothers & Rasnitsyn, 2004
  - Geslacht Pseudarmania Dlussky, 1983
  - Geslacht Sphecomyrma Wilson & Brown, 1967
- Tribus Zigrasimeciini Borysenko, 2017
  - Geslacht Boltonimecia Borysenko, 2017
  - Geslacht Protozigrasimecia Cao et al, 2020[1]
  - Geslacht Zigrasimecia Barden & Grimaldi, 2013